# Ferrovia Kita-Ōsaka Kyūkō
La Ferrovia Kita-Ōsaka Kyūkō (北大阪急行電鉄?, Kita Ōsaka Kyūkō Dentetsu), comunemente nota come Kitakyu, è una compagnia ferroviaria privata che gestisce una linea ferroviaria nella prefettura di Osaka.
La ferrovia Kita-Osaka Kyuko fa parte della Hankyu Hanshin Holdings che svolge anche altre attività nei settori immobiliare, commerciale e dei servizi per l'infanzia.

## Storia
La progettazione della ferrovia Kita-Osaka Kyuko iniziò il 23 maggio 1966 come parte dei lavori preparatori per l'Expo 1970. Sebbene la linea fosse stata originariamente concepita come un semplice prolungamento della linea Midōsuji, il governo della città non fu in grado di costruire e completare autonomamente il prolungamento perché andava oltre i confini comunali, sollevando così problemi di esproprio e di finanziamento. La ferrovia Kita-Osaka Kyuko è stata fondata l'11 dicembre 1967 in base al Local Railway Act grazie ad un accordo per la creazione di questa società come joint venture tra la città di Osaka e la Ferrovie Hankyū.
Il 16 luglio 1968 è iniziata la costruzione della linea Kitakyu Namboku, è stata inaugurata il 24 febbraio 1970, per collegare l'allora capolinea settentrionale della linea Midōsuji, Esaka, con l'area dell'Esposizione Universale del 1970. Il collegamento con l'Expo fu chiuso il 14 settembre e la linea fu deviata verso la nuova stazione terminale sotterranea di Senri-Chūō. I binari temporanei tra Senri-Chūō e il Parco dell'Expo sono stati rimossi dopo l'Expo.
Nel 1989 è stato proposto un piano per estendere la linea verso nord da Senri-Chuo alla città di Minoh. Il 19 gennaio 2017 è iniziata la costruzione del prolungamento della linea fino a Minō-Kayano, che avrà una stazione intermedia a Minō-Semba-Handaimae. L'estensione viene completata il 23 marzo 2024.

## Linee ferroviarie
La rete è costituita da un'unica linea, la linea Kitakyu Namboku, che è l'estensione settentrionale della linea Midōsuji della metropolitana di Osaka.

## Materiale rotabile
Tutto il materiale rotabile Kita-Osaka Kyuko è immagazzinato e sottoposto a manutenzione presso il deposito Momoyamadai.
- Serie 8000 (dal 1987)
- Serie 9000 (dal 28 aprile 2014)

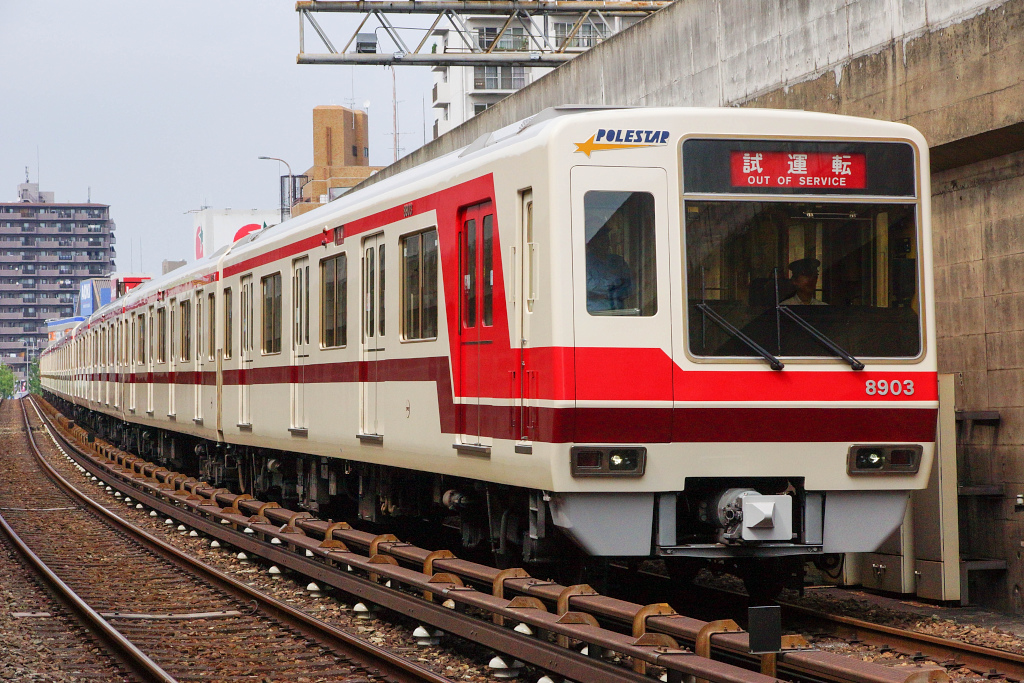
Serie 8000
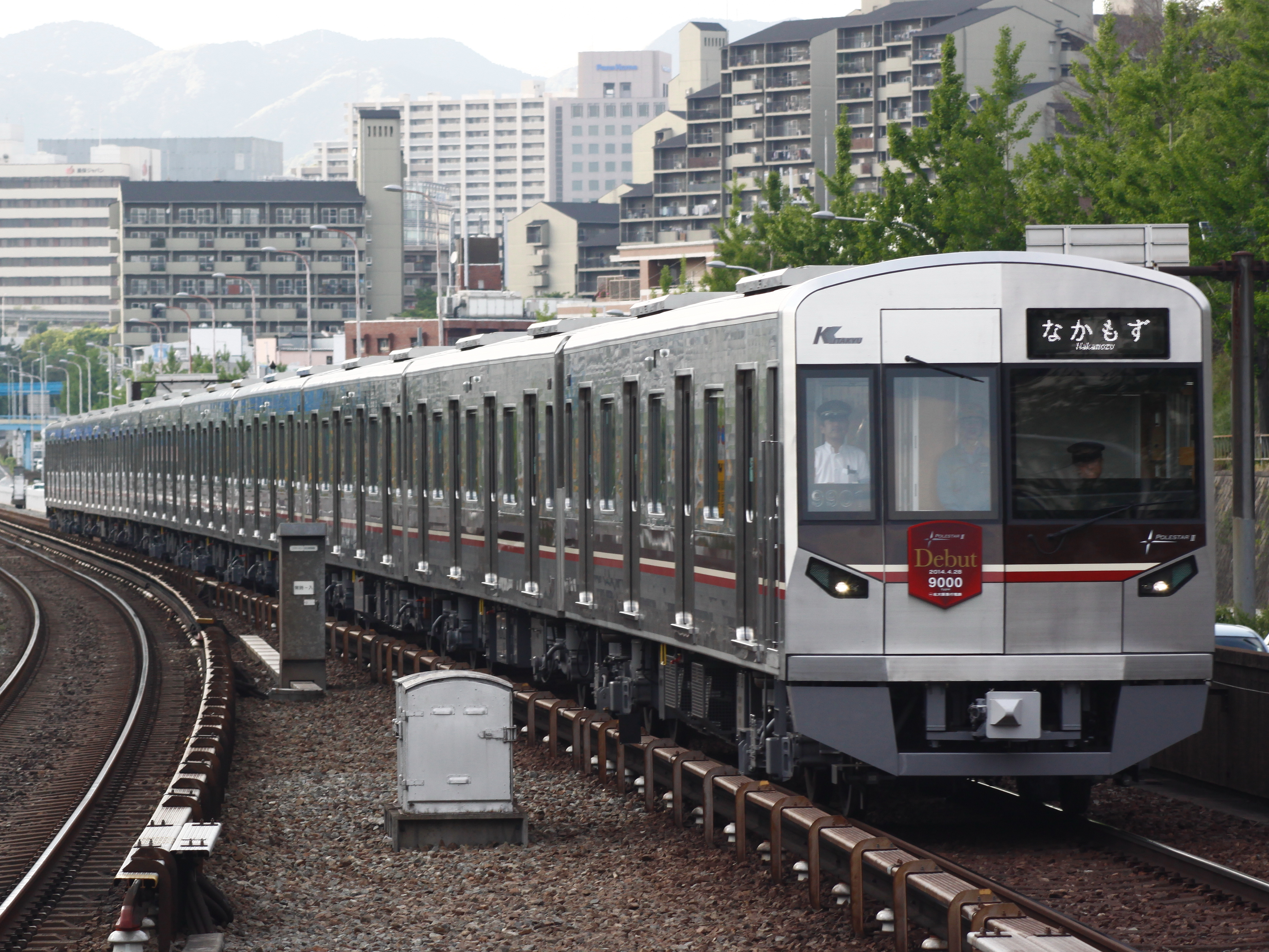
Serie 9000
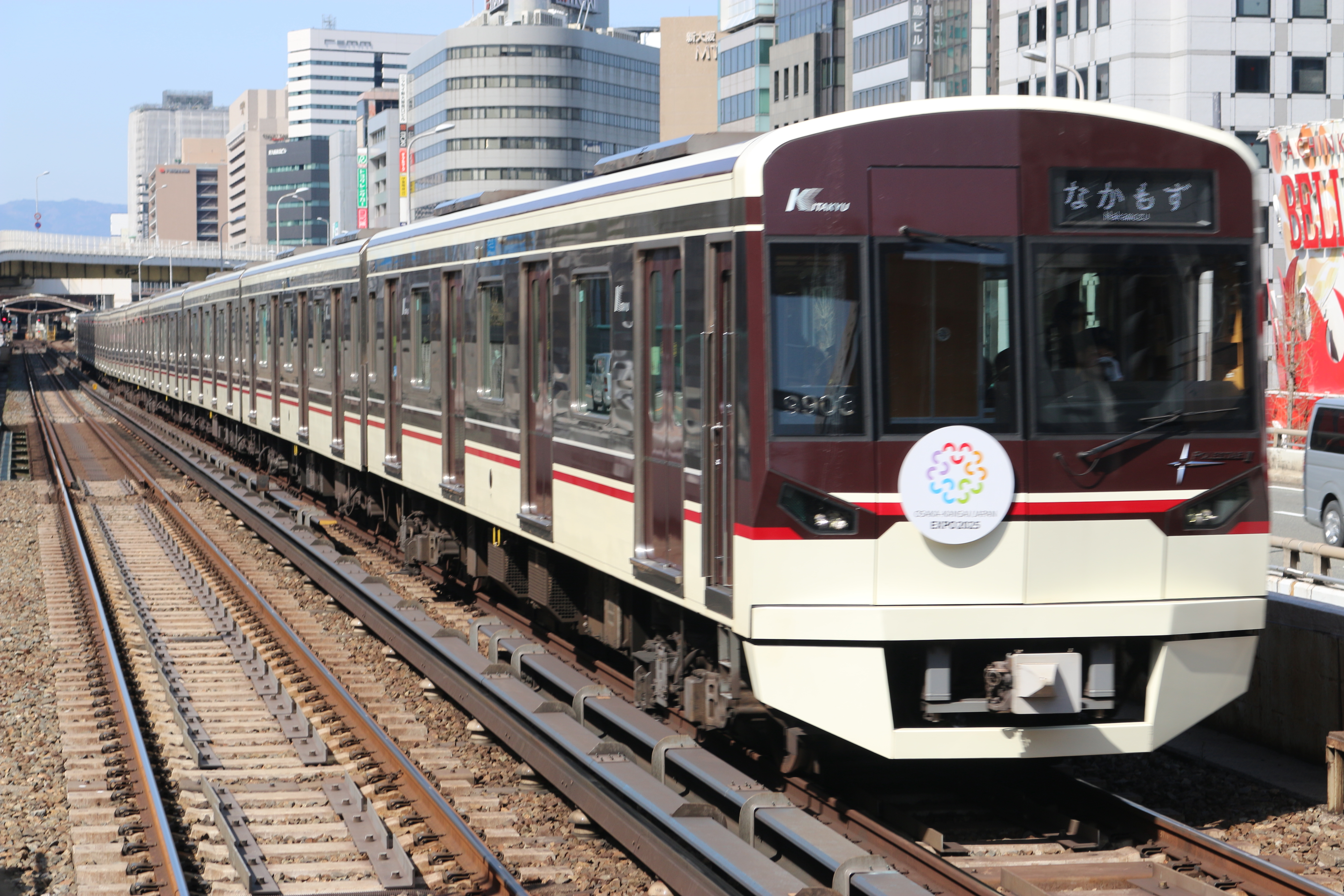
Serie 9000